# Jean de Jandun
Jean de Jandun (khoảng 1285–1323) là một triết gia, nhà thần học và nhà văn chính trị người Pháp. Jandun nổi tiếng với sự bào chữa thẳng thắn của chủ nghĩa Aristote và ảnh hưởng của ông trong phong trào Latinh Averroes thuở ban đầu.

## Tiểu sử
Jandun chào đời ở Reims, tại vùng Champagne nước Pháp, từ năm 1280 đến 1289, dù không rõ ngày tháng năm sinh. Rất có thể ông xuất thân ở thị trấn nhỏ Jandun.
Jandun sớm nổi danh là một thành viên của khoa nghệ thuật tại Paris vào năm 1310, có thể vào đầu năm 1307. Trong lúc làm giáo sư tại Paris, Jandun đôi lúc thường hay tham gia vào các cuộc tranh luận thần học với đồng môn. Năm 1315 Jandun trở thành thành viên ban đầu của khoa tại Học viện xứ Navarre và phụ trách giảng dạy cho 29 sinh viên. Năm 1316 Giáo hoàng John XXII đã ban cho Jandun một chức giáo sĩ ở Senlis, và có vẻ như ông đã dành thời gian ở đó, dù vẫn tiếp tục giảng dạy tại Paris trong mười năm tới.
Jandun gắn liền tên tuổi mình với Marsilio thành Padova, một nhà văn Latinh Averroes đồng thời là hiệu trưởng tại trường Đại học Paris từ năm 1312-1313. Marsilio đã gửi tặng cho Jandun một bản sao chép phần bình luận của Pietro d'Abano về những vấn đề của Aristotle.
Vào ngày 19 tháng 6 năm 1324, Jandun đã tham gia vào một giao dịch kinh doanh cho thuê nhà suốt cuộc đời. Bốn ngày sau, Marsilio đã hoàn thành tác phẩm Defensor Pacis. Chỉ đến khi mọi việc được làm sáng tỏ vào năm 1326 rằng Marsilius chính là tác giả của Defensor Pacis, ông và Jandun đã chạy trốn cùng nhau đến triều đình của vua Ludwig IV xứ Bayern. Giáo hoàng John XXII đã bắt đầu lên tiếng chống đối Jandun từ ngày 6 tháng 9 năm 1326 và sau cùng ông bị rút phép thông công vào ngày 23 tháng 10 năm 1327 như một kẻ dị giáo.
Jandun hộ tống Ludwig IV tới Ý, và đã có mặt tại Roma vào ngày 1 tháng 5 năm 1328 khi Ludwig IV lên ngôi Hoàng đế La Mã Thần thánh. Để đền đáp công lao của ông, Ludwig đã bổ nhiệm Jandun làm Giám mục Ferrara. Mười tuần sau, Jandun chính thức được triều đình Ludwig IV thâu nhận làm thành viên, và được ban tặng khẩu phần lương thực vô hạn dành cho ba người hầu và ba con ngựa. Vào cuối mùa hè năm đó, khoảng ngày 31 tháng 8 năm 1328, Jandun qua đời ở Todi, rất có thể là trên đường đến tòa giám mục mới của mình.

## Tác phẩm
Jandun được biết đến nhiều nhất vì những nghiên cứu của ông về agens sensus, nguyên tắc của sự cá tính hoá, và quyền ưu tiên của kiến thức phổ thông cho đến kiến thức đặc thù. Ông còn viết lý thuyết về chân không, sự đa dạng của các hình thái, hình thể và vật chất, linh hồn, trí tuệ, cũng như các chủ đề khác liên quan đến Aristotle. Vì mối quan hệ gần gũi với Marsilio thành Padova, Jandun thường bị ghi nhận sai là tác giả hoặc đồng tác giả với Defensor pacis. Người ta thường chấp nhận rằng ông không viết nhưng có khả năng là Marsilius đã hỏi ý kiến Jandun về tác phẩm này.
Các tác phẩm của Jandun lần đầu tiên xuất hiện trong bản thảo với một đoạn quaestio ngắn năm 1314, dù ông có thể bắt đầu viết vào khoảng năm 1310 hay năm 1307. Ông cũng là tác giả của một bài văn tán tụng Paris (Tractatus de laudibus parisius), sáng tác năm 1323, mô tả về thành phố này vào thế kỷ 14. Những ấn bản in các tác phẩm của ông bao gồm:
- Quaestiones super tres libros Aristotelis de Anima. Venetiis: F. de Hailbrun & N. de Franckfordia socios, 1483.
- Questiones magistri Joannis Dullaert a gandavo in librum predicabilium Prphirii secumdum duplicem viam nominalium et realium inter se bipartitarum annesiis aliquos questionibus et difficultatibus Joannis Drabbe Bonicollii Gandensis. Parisiis: apud Prigentium Calvarin, in clauso Brunello, 1528.
- Questiones magistri Ioannis Dullaert a gandavo in librum predicamemtorum Aristotelis; Secundum viam nominalium nunc. Parisiis: apud Prigentium Calvarin, 1528.
- In libros Aristotelis De coelo et mundo quae extant quaestiones subtilissimae, quibus nuper consulto adjecimus Averrois: sermonem de substantia orbis, cum ejusdem Joannis commentario ac quaestionibus. Venetiis: Juntas, 1552.
- Quaestiones in duodecim libros Metaphysicae. Venetiis, 1553. New edition, Frankfurt: Minerva, 1966.
- Super libros Aristotelis de anima. Venetiis, 1480, 1587 . New edition: Frankfurt: Minerva, 1966.
- Quaestiones super 8 libros Physicorum Aristotelis. New edition: Frankfurt: Minerva, 1969.

## Di sản
Tác phẩm của Jandun đã mang truyền thống Latinh Averroes từ Paris cho đến Bologna, Padova, và Erfurt vào thế kỷ 14, và Krakow vào thế kỷ 15. Jandun có khuynh hướng dựa trên quan điểm của Aristotle, nhưng không ngại đi theo một ý tưởng để đưa ra phần kết luận hợp lý của nó. Nhiều quan điểm của ông hơi khác thường và gây nhiều tranh cãi, và không được sự chào đón tốt lành gì cho lắm từ Giáo hội Công giáo. Các bản thảo và bản in tác phẩm của ông đã ảnh hưởng đến phong trào Latinh Averroes cho đến tận thời đại của Galileo.